# Giorgio Pessina
Giorgio Pessina (Roma, 16 de junio de 1902-Roma, 18 de julio de 1977) fue un deportista italiano que compitió en esgrima, especialista en la modalidad de florete. Participó en tres Juegos Olímpicos de Verano entre los años 1924 y 1932, obteniendo dos medallas, oro en Ámsterdam 1928 y plata en Los Ángeles 1932.

## Palmarés internacional
| Juegos Olímpicos | Juegos Olímpicos             | Juegos Olímpicos | Juegos Olímpicos    |
| Año              | Lugar                        | Medalla          | Prueba              |
| ---------------- | ---------------------------- | ---------------- | ------------------- |
| 1928             | Ámsterdam (Países Bajos)     | Medalla de oro   | Florete por equipos |
| 1932             | Los Ángeles (Estados Unidos) | Medalla de plata | Florete por equipos |